# Vicia sepium
Пурпурноцрвена грахорица (лат. Vicia sepium) је вишегодишња, зељаста биљка из породице Fabaceae. Назив врсте потиче од латинске речи sepes што значи живица/ограда.

## Опис
Вишегодишња биљка с подземним стаблом које је врло танко, разгранато, углавном црвенкасте боје. Стабљика углавном неграната или граната само при основи, али незнатно, полуусправљена или пузећа, дужине од 30 до 50, а некада чак и до 100 центиметара, угласта, најчешће гола, светлозелене боје. Уколико пак поседује длаке оне су проређене и кратке. Листови су дугачки од 5 до 10 центиметара, и с изузетком доњег листа, сви остали се завршавају незнатно гранатим рашљикама. Листића има 3/4 до 8 пари, скоро седећи, широко елиптични до јајасти или приближно округли, дужине од 7 до 35 милиметара, ширине од 6 до 14 милиметара, на оба краја су заобљени и на врху могу бити благо урезани с малим шиљком. Покривени су проређеним, меким длакама углавном по ободу и на наличју (ређи је случај да су покривени длакама и с лица и с наличја). Бочних нерава има 8 до 14 пари постављених под углом од 45 степени. Поседују залиске који су знатно мањи од листова, јајасте до полукопљасте форме, (не)назубљени, длакави, а на доњем делу зализака се налази нектарија пупурномрке боје. Цвасти су пазушно постављене, састављена од 2 до 5 или чак 6 цветова, седеће су или на краткој дршци, знатно су краће од листа у чијем се пазуху и формирају. Цветови су дугачки од 1.2 до 1.5 центиметара и оријентисани на једну страну, а када су у пуном цвету сами цветови су хоризонтално постављени у односу на дршку цвасти. Чашица је кратка, звонаста, глатка или покривена длакама, доњи зупци су јој шиљати, дужи од горњих зубаца који су међусобно преклопљени и троугласти. Најчешће су краћи од чашичне цеви. Листићи крунице су већином црвенољубичасте до мутно плаве боје, ређе жућкастобели или чисто бели, голи. Заставица (vexillum) је обрнуто јајасте форме, на врху понекад благо урезана, дужа од крилца (alae), прожета црвенољубичастим жилицама. Крилца су дужа од самог чунића (carina) који је на врху тамнољубичасте боје. Стубић је с унутрашње стране покривен кратким длачицама, а са спољашње дугим, косим длачицама. Цвета у периоду од јуна до августа . Плод је махуна, издужена до широко линеарна, дужине od 2 до 3.5 центиметра, ширине од 5 до 8 милиметара, благо спљоштена, штрчи или виси у односу на саму дршку цвасти. Док је махуна незрела прекривена је кратким длакама, а када потпуно сазри је гола, сјајна, црна с 3 до 6 семенки. Семе је округло, величине од 3 до 4 или чак 6 милиметара, жућкасте, црвенкасте, сиве или сивомрке боје, понекад ‘’попрскано’’ тамним пегама или може бити потпуно црно; пупак (hilus) обухвата 1/2 до 1/4 обима семена.  

## Станиште
Расте на ливадама, поред путева и њива, у влажним до умерено сувим листопадним шумама (нпр. у заједници Fagetum montanum serbicum), ређе у четинарским шумама; пење се појединачно и изнад горње границе шуме. 

## Екологија
Пурпурноцрвена грахорица преферира земљиште које је доста влажно. Погодују јој лака, средња и тешка земљишта (нпр. песак или глина). Погодује јој благо кисела, неутрална или базна (средње алкална) средина. Такође има способност и да фиксира азот. Може да расте на отвореном Сунцу уколико је земљиште влажно у континуитету, али најбоље расте у полусенци. 

## Распрострањење
Расте на подручју Европе, западне и средње Азије. Заступљена је, како у Србији, тако и у осталим земљама Балкана. Представља субмедитеранско – средњоевропско - јужносредњоцентралносибирски флорни елеменат. 

## Варијабилност врсте
1.	Vicia sepium f. sepium – листићи издужено јајасти до округласто јајасти. Чашица гола или покривена длакама. Распрострањена.
2.	Vicia sepium f. eriocalyx – листићи узано ланцетасти до издужено ланцетасти. Чашица покривена дужим штрчећим длакама. Распрострањена у Западној Србији (Јабланик); Косово: Маја Русолија, Плочица (Проклетије). 